# Dieter Burmester

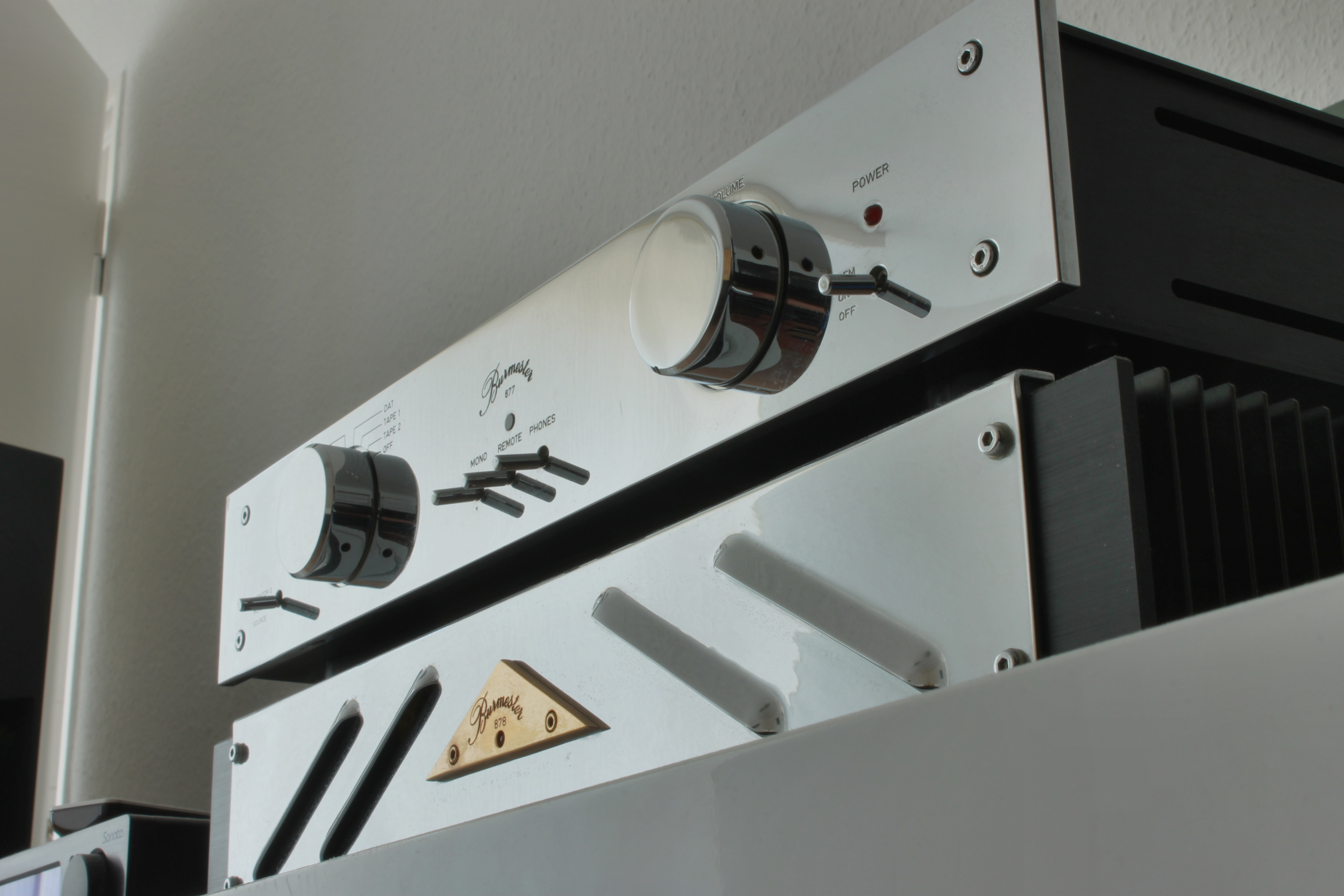
Burmester 877, preamplificatore e 878 finale

Dieter Burmester (9 febbraio 1946 – Berlino, 15 agosto 2015) è stato un ingegnere, imprenditore e musicista tedesco.

## Biografia
Nacque in Austria e emigrò con i genitori in Germania prima del compimento di un anno di età. Crebbe a Lüchow. Studiò come tecnico in radiotecnica e fece il servizio di leva nel Bundesgrenzschutz (BGS). Fino al 1968 studiò tecnica delle telecomunicazioni a Berlino. Fondò uno studio di ingegneria e sviluppò apparati elettromedicali e interfacce per computer.
Burmester fu un appassionato musicista, durante gli studi dall'agosto 1964 suonò come bassista e cantante nella beatband The Echos [sic!], e più tardi col nome Some Folks, in tournée. Anche dopo gli studi suonò come musicista in concerti e in diverse band. Dal 1999 al 2007 suonò con la sua band Past Perfect. Collezionò chitarre, compose e registrò nel suo studio privato.
L'interesse per la musica e le conoscenze tecniche professionali lo portarono a sviluppare audioelettronica: la passione per l'alta fedeltà lo portò a creare un preamplificatore nel luglio del 1977, utilizzando l'elettronica di un'apparecchiatura medicale da lui progettata; fu il prototipo del 777. Ancora oggi è prodotto e continuamente sviluppato, ove il nome fu dato dal mese di luglio, 7, e dell'anno '77.
Nel 1978 fonda a Berlino-Schöneberg la Burmester Audiosysteme GmbH, come produttore di hi-fi High-End. Qui di seguito una lista delle pietre miliari:
- 1980: primo preamplificatore con modularità nei segnali d'ingresso
- 1983: componenti audio con segnali d'ingresso simmetrici
- 1987: accoppiamento in corrente continua dal controllo toni fino agli altoparlanti
- 1987: controllo remoto di altoparlanti mediante relais
- 1991: CD con movimento a cinghia
- 1994: filtro per l'alimentazione di rete
- 1995: altoparlanti con scelta tra segnale attivo e passivo

Dieter Burmester „prägte, gemeinsam mit einer goldenen Generation audiophiler Mitstreiter, eine Szene, ein Lebensgefühl und … eine veritable Branche aus feinen, elitären Manufakturen“.
Accanto ai sistemi audio "home" esiste dal 2003 la divisione "automotive" Burmester Automotive per autoveicoli premium come Bugatti Veyron, Porsche Panamera o Mercedes Maybach.
Nel 2003 viene nominato come Arbeitsgemeinschaft Selbständiger Unternehmer e.V. (ASU) di Berlino „Unternehmer des Jahres“.
Dieter Burmester muore nell'agosto 2015 a 69 anni di età dopo breve malattia all'ospedale di Berlin-Zehlendorf. Era coniugato.